# Clytie arenosa
Clytie arenosa là một loài bướm đêm trong họ Erebidae.